# Паперовий місяць
Паперовий місяць (англ. Paper Moon) — американський художній фільм 1973 року режисера Пітера Богдановича. Екранізація на основі роману Джо Девіда Бравна «Едді Прей».

## Сюжет
На цвинтар, де відбувається церемонія поховання матері дев'ятирічної сирітки Едді Логінс (Татум О'Ніл), в останню мить прибуває невідомий чоловік Мозес «Мозе» Прей (Раян О'Ніл), який добре знав покійну і його щелепа дуже подібна до щелепи Едді. Мозес — шахрай, який в часи Великої депресії та Сухого закону в США утридорога продає вдовам подарункові видання Біблій, запевняючи бідолашних, що це було замовлення їхнього померлого чоловіка. Сусіди дівчинки вмовляють Мозеса, щоб він відвіз Едді до її тітки в інший штат. Та в дорозі виявляється, що сирітка не така проста, як могло здатися — її хитрість і нахабство не йдуть у жодне порівняння з дрібними махінаціями Мозеса, їхні прибутки швидко зростають…

## Ролі виконують

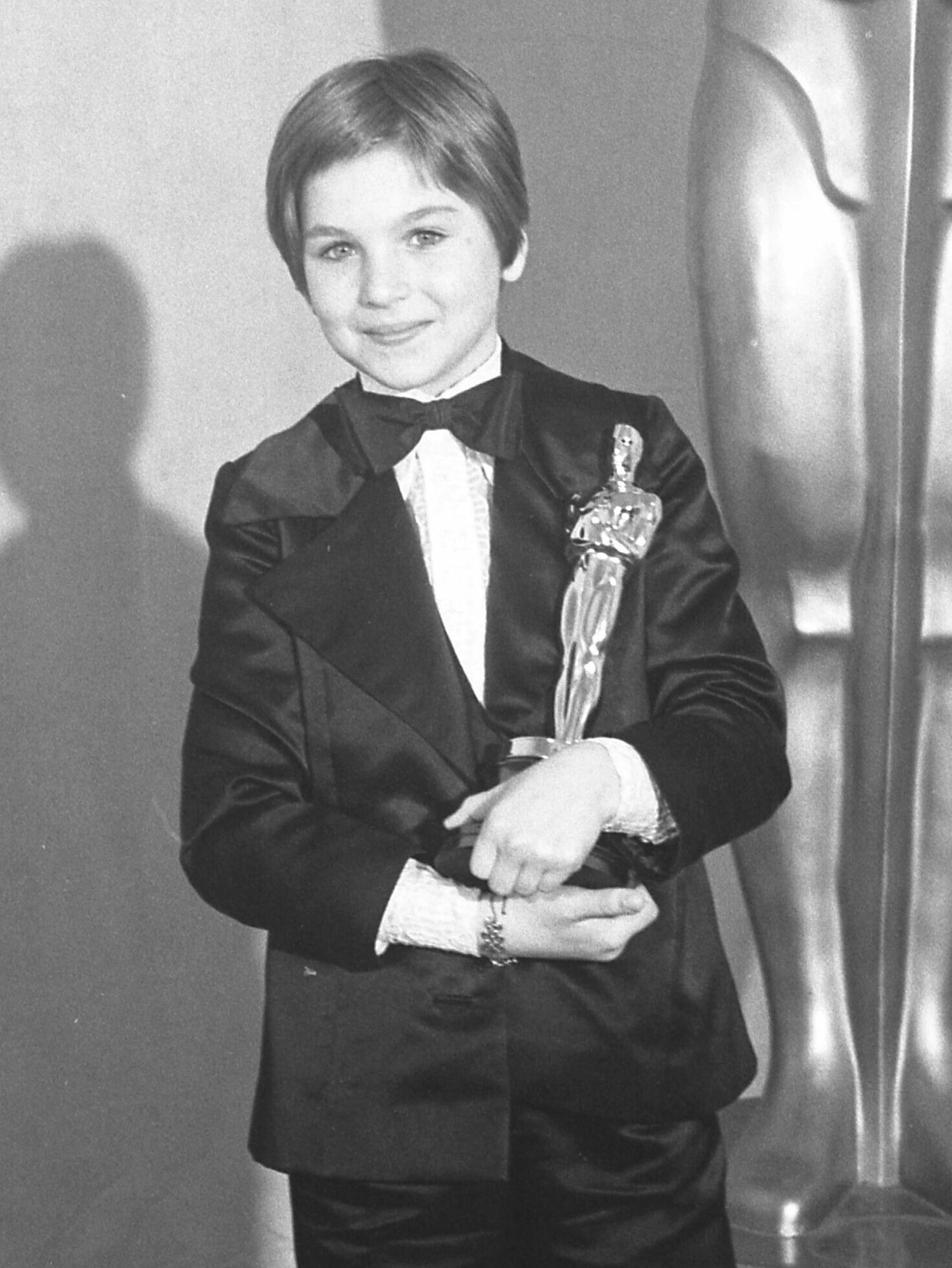
Татум О'Ніл тримає Оскар за фільм «Паперовий місяць» на 46-й щорічній церемонії вручення нагород Академії.

- Раян О'Ніл — Мойсей «Мозе» Прей
- Татум О'Ніл — Едді Логінс
- Мадлен Кан[en] — Тріксі Делайт
- Джон Гіллерман[en] — Джес Гардін
- Бертон Гілліам[en] — Флойд
- Ренді Квейд — Лерой

## Нагороди
- 1973 Нагорода Товариства кінокритиків Канзас-Сіті[de] (США):
  - найкращій акторці в допоміжній ролі[de] — Мадлен Кан[en]
- 1973 Премія Національної ради кінокритиків США:
  - Найкращі десять фільмів[en] — N 2.
- 1973 Премія на Міжнародному кінофестивалі у Сан-Себастьяні, (Іспанія):
  - премія «Срібна мушля» за найкращий фільм — Пітер Богданович
- 1974 Премія «Оскар» Академії кінематографічних мистецтв і наук (США):
  - Премія «Оскар» за найкращу жіночу роль другого плану — Татум О'Ніл
- 1974 Премія Давида ді Донателло[1]:
  - найкращій іноземній акторці — Татум О'Ніл
- 1974 Премія Гільдії сценаристів Америки (США):
  - за найкращий адаптований сценарій[en] — Елвін Сарджент[en]